# Neoclytus torquatus
Neoclytus torquatus är en skalbaggsart som beskrevs av Leconte 1873. Neoclytus torquatus ingår i släktet Neoclytus och familjen långhorningar. Inga underarter finns listade i Catalogue of Life.